# Nuoto ai campionati mondiali di nuoto 2017 - 800 metri stile libero femminili
La gara di nuoto dei 800 metri stile libero femminili dei campionati mondiali di nuoto 2017 è stata disputata il 28 luglio e il 29 luglio presso la Duna Aréna di Budapest. Vi hanno preso parte 38 atlete provenienti da 31 nazioni.
La competizione è stata vinta dalla nuotatrice statunitense Katie Ledecky, mentre l'argento e il bronzo sono andati rispettivamente alla cinese Li Bingjie e all'altra statunitense Leah Smith.

## Medaglie
| Posizione | Atleta        | Nazionalità |
| --------- | ------------- | ----------- |
| Oro       | Katie Ledecky | Stati Uniti |
| Argento   | Li Bingjie    | Cina        |
| Bronzo    | Leah Smith    | Stati Uniti |

## Programma
| Data           | Ora (UTC+2) | Turno    |
| -------------- | ----------- | -------- |
| 28 luglio 2017 | 11:06       | Batterie |
| 29 luglio 2017 | 18:55       | Finale   |

## Record
Prima della manifestazione il record del mondo e il record dei campionati erano i seguenti.
| Record mondiale       | 8'04"79 | Katie Ledecky Stati Uniti | 12 agosto 2016 Rio de Janeiro, Brasile |
| Record dei campionati | 8'07"39 | Katie Ledecky Stati Uniti | 8 agosto 2015 Kazan', Russia           |

Nel corso della competizione non sono stati migliorati.

## Risultati

### Batterie
| Posizione | Batteria | Corsia | Atleta                      | Nazionalità    | Tempo   | Note |
| --------- | -------- | ------ | --------------------------- | -------------- | ------- | ---- |
| 1         | 4        | 4      | Katie Ledecky               | Stati Uniti    | 8'20"24 | Q    |
| 2         | 3        | 5      | Leah Smith                  | Stati Uniti    | 8'21"19 | Q    |
| 3         | 4        | 3      | Li Bingjie                  | Cina           | 8'22"92 | Q    |
| 4         | 4        | 5      | Mireia Belmonte García      | Spagna         | 8'24"98 | Q    |
| 5         | 3        | 6      | Simona Quadarella           | Italia         | 8'27"70 | Q    |
| 6         | 3        | 4      | Boglárka Kapás              | Ungheria       | 8'28"93 | Q    |
| 7         | 4        | 6      | Zhang Yuhan                 | Cina           | 8'29"52 | Q    |
| 8         | 3        | 1      | Holly Hibbott               | Gran Bretagna  | 8'30"66 | Q    |
| 9         | 3        | 2      | Ajna Késely                 | Ungheria       | 8'32"01 |      |
| 10        | 2        | 4      | Julia Hassler               | Liechtenstein  | 8'34"13 | RN   |
| 11        | 4        | 8      | Celine Rieder               | Germania       | 8'34"16 |      |
| 12        | 3        | 8      | Kristel Köbrich             | Cile           | 8'34"51 |      |
| 13        | 3        | 9      | Diana Duraes                | Portogallo     | 8'35"10 |      |
| 14        | 3        | 3      | Ariarne Titmus              | Australia      | 8'37"10 |      |
| 15        | 4        | 2      | Tjaša Oder                  | Slovenia       | 8'38"84 |      |
| 16        | 4        | 1      | Mackenzie Padington         | Canada         | 8'40"68 |      |
| 17        | 2        | 3      | Choi Jung-min               | Corea del Sud  | 8'40"87 |      |
| 18        | 4        | 7      | Jimena Pérez                | Spagna         | 8'41"41 |      |
| 19        | 4        | 9      | Gaja Natlačen               | Slovenia       | 8'41"49 |      |
| 20        | 4        | 0      | Olivia Anderson             | Canada         | 8'43"93 |      |
| 21        | 3        | 0      | Tamila Holub                | Portogallo     | 8'44"85 |      |
| 22        | 3        | 7      | Emma Robinson               | Nuova Zelanda  | 8'44"87 |      |
| 23        | 2        | 5      | Paulina Piechota            | Polonia        | 8'49"76 |      |
| 24        | 2        | 7      | Martina Elhenická           | Rep. Ceca      | 8'52"39 |      |
| 25        | 2        | 1      | Monique Olivier             | Lussemburgo    | 8'54"27 |      |
| 26        | 2        | 8      | Hania Moro                  | Egitto         | 8'54"30 |      |
| 27        | 1        | 4      | María Bramont-Arias         | Perù           | 8'56"12 |      |
| 28        | 2        | 2      | Helena Moreno               | Costa Rica     | 8'56"43 |      |
| 29        | 2        | 9      | Kate Beavon                 | Sudafrica      | 8'58"31 |      |
| 30        | 2        | 0      | Raina Ramdhani              | Indonesia      | 9'02"49 |      |
| 31        | 1        | 5      | Ho Nam Wai                  | Hong Kong      | 9'03"38 |      |
| 32        | 1        | 3      | Souad Cherouati             | Algeria        | 9'05"67 |      |
| 33        | 1        | 7      | Talita Te Flan              | Costa d'Avorio | 9'07"56 |      |
| 34        | 2        | 6      | Ayumi Macías                | Messico        | 9'08"78 |      |
| 35        | 1        | 6      | Daniella van den Berg       | Aruba          | 9'17"77 |      |
| 36        | 1        | 1      | Gabriella Doueihy           | Libano         | 9'19"43 |      |
| 37        | 1        | 2      | Sudthirak Watcharabusaracum | Thailandia     | 9'32"44 |      |
| 38        | 1        | 8      | Hannah Gill                 | Barbados       | 9'39"78 |      |

### Finale
| Posizione | Corsia | Atleta                 | Nazionalità   | Tempo   | Note |
| --------- | ------ | ---------------------- | ------------- | ------- | ---- |
|           | 4      | Katie Ledecky          | Stati Uniti   | 8'12"68 |      |
|           | 3      | Li Bingjie             | Cina          | 8'15"46 | AS   |
|           | 5      | Leah Smith             | Stati Uniti   | 8'17"22 |      |
| 4         | 6      | Mireia Belmonte García | Spagna        | 8'23"30 |      |
| 5         | 7      | Boglárka Kapás         | Ungheria      | 8'24"41 |      |
| 6         | 1      | Zhang Yuhan            | Cina          | 8'26"06 |      |
| 7         | 2      | Simona Quadarella      | Italia        | 8'26"50 |      |
| 8         | 8      | Holly Hibbott          | Gran Bretagna | 8'38"63 |      |